# ヴィクトリア・アーデルハイト・フォン・シュレースヴィヒ＝ホルシュタイン＝ゾンダーブルク＝グリュックスブルク
ヴィクトリア・アーデルハイト・フォン・シュレースヴィヒ＝ホルシュタイン＝ゾンダーブルク＝グリュックスブルク（ドイツ語: Viktoria Adelheid von Schleswig-Holstein-Sonderburg-Glücksburg, 1885年12月31日 - 1970年10月3日）は、ザクセン＝コーブルク＝ゴータ公カール・エドゥアルトの妃。英語名はヴィクトリア・アデレード・オブ・シュレスウィグ＝ホルスタイン（Victoria Adelaide of Schleswig-Holstein）。

## 生涯
シュレースヴィヒ＝ホルシュタイン公フリードリヒ・フェルディナントとその妃カロリーネ・マティルデ（ドイツ皇后アウグステ・ヴィクトリアの妹）の長女（第1子）として、グリュンホルツで生まれた。父フリードリヒ・フェルディナントはデンマーク王クリスチャン9世の甥であり、グリュックスブルク家の本家にあたる。
1905年、カール・エドゥアルトと結婚し、3男2女を儲けた。
- ヨハン・レオポルト（1906年 - 1972年）
- ジビラ（1908年 - 1972年） - スウェーデン王子・ヴェステルボッテン公グスタフ・アドルフの妃
- フーベルトゥス（1909年 - 1943年） - 第二次世界大戦中、東部戦線で戦死
- カロリーネ・マティルデ（英語版）（1912年 - 1983年）
- フリードリヒ・ヨシアス（1918年 - 1998年）

第一次世界大戦後、カール・エドゥアルトの退位に伴い、一家は一般市民となった。第二次世界大戦後には、ドイツのソ連軍占領区域（東ドイツとなる）に所有していた所領を接収されたため、一家はオーストリアへ亡命した。

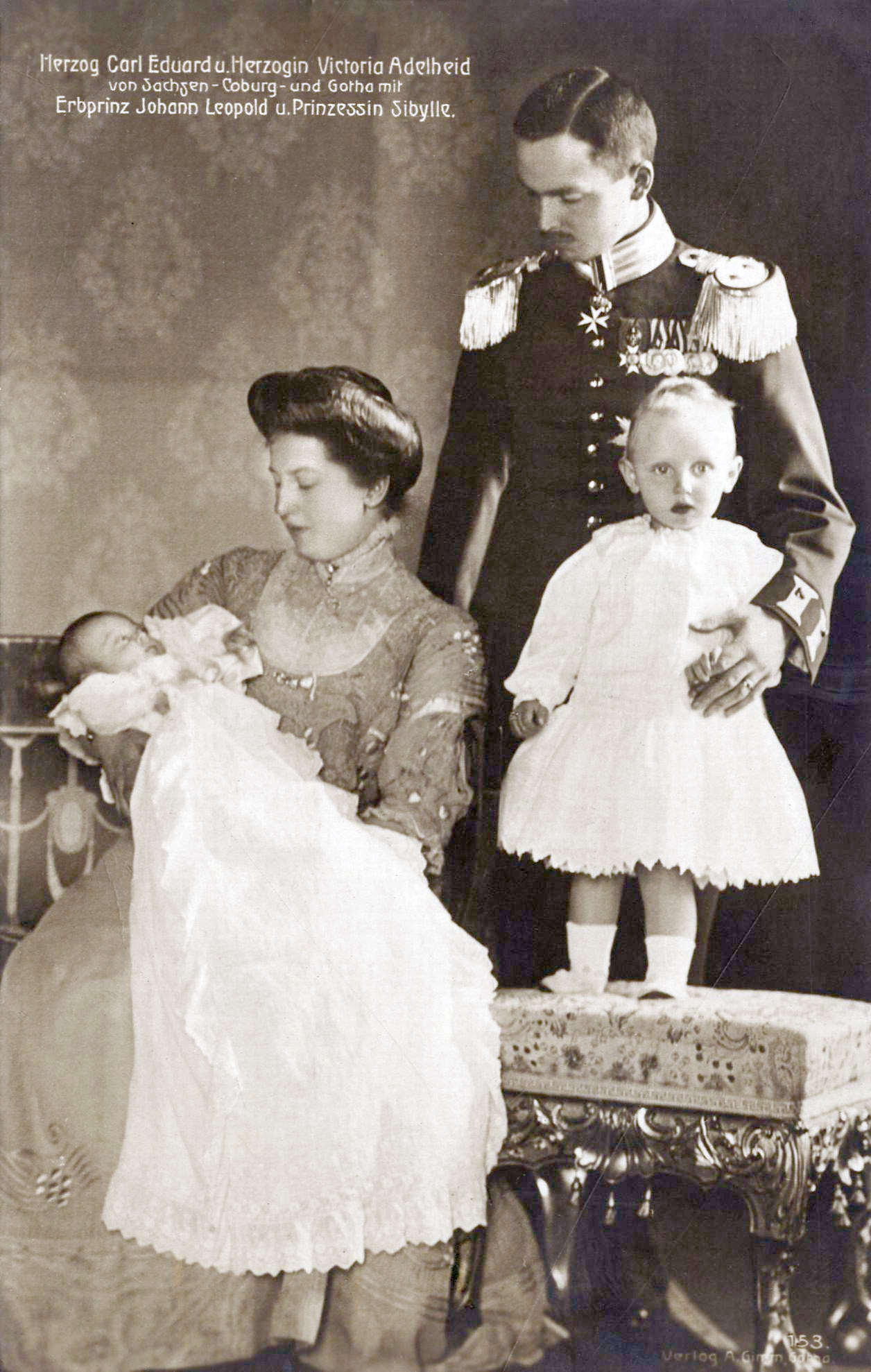
ヴィクトリア・アーデルハイトと家族（1908年）